# Farhan Akhtar
Farhan Akhtar (Bombay, 9 januari 1974) is een Indiaas acteur, zanger, componist, filmregisseur, filmproducent, scenarioschrijver die voornamelijk in de Hindi filmindustrie werkt.

## Biografie
Akhtar maakte al een start van zijn carrière in de filmwereld op zeventien jarige leeftijd als assistent cameraman voor de film Lamhe. In 1995 werkte hij als regie assistent voor de televisieserie Sorry Meri Lorry daarop volgend voor de film Himalay Putra voor hij zijn debuut als regisseur maakte met de veel geprezen film Dil Chahta Hai in 2001, de film werd geproduceerd door Excel Entertainment waar hij mede eigenaar van is. Inspiratie voor het schrijven van de script haalde hij uit de trips die hij zelf had gemaakt naar Goa en New York.
In 2008 maakte Akhtar zijn debuut als acteur en zanger in Rock On!! waarvan hij de script ook zelf geschreven had.
Akhtar is de zoon van scenarioschrijvers Javed Akhtar en Honey Irani. Zijn zus is scenarioschrijver - filmregisseur Zoya Akhtar. Zijn ouders waren vroegtijdig gescheiden en hertrouwde zijn vader in 1984  met actrice Shabana Azmi.

## Filmografie
| Jaar | Film                            | Rol (acteur)            | Rol (filmcrew)                             |
| ---- | ------------------------------- | ----------------------- | ------------------------------------------ |
| 1995 | Lamhe                           |                         | assistent cameraman                        |
| 1999 | Himalay Putra                   |                         | regie assistent                            |
| 2001 | Dil Chahta Hai                  |                         | regisseur, producent, schrijver            |
| 2004 | Lakshya                         |                         | regisseur                                  |
| 2004 | Bride and Prejudice             |                         | componist                                  |
| 2006 | Don – The Chase Begins Again    |                         | regisseur, producent, schrijver, componist |
| 2007 | Honeymoon Travels Pvt. Ltd.     |                         | producent                                  |
| 2007 | Positive (korte film)           |                         | regisseur, producent                       |
| 2008 | Rock On!!                       | Aditya Shroff           | producent, schrijver, zanger               |
| 2009 | Luck by Chance                  | Vikram Jaisingh         | producent                                  |
| 2010 | Karthik Calling Karthik         | Karthik Narayan         | producent                                  |
| 2011 | Game                            |                         | producent                                  |
| 2011 | Zindagi Na Milegi Dobara        | Imran Habib             | producent, schrijver, zanger               |
| 2011 | Don 2                           |                         | regisseur, producent, schrijver            |
| 2012 | Talaash: The Answer Lies Within |                         | producent, schrijver                       |
| 2013 | Fukrey                          |                         | producent                                  |
| 2013 | Bhaag Milkha Bhaag              | Milkha Singh            |                                            |
| 2014 | Shaadi Ke Side Effects          | Siddharth Roy           | zanger                                     |
| 2015 | Dil Dhadakne Do                 | Sunny Gill              | producent, schrijver, zanger               |
| 2015 | Bangistan                       |                         | producent                                  |
| 2016 | Wazir                           | Danish Ali              |                                            |
| 2016 | Baar Baar Dekho                 |                         | producent                                  |
| 2016 | Rock On 2                       | Aditya Shroff           | producent, schrijver, zanger               |
| 2017 | Raees                           |                         | producent                                  |
| 2017 | Daddy                           | Maqsood/ Dawood Ibrahim |                                            |
| 2017 | Lucknow Central                 | Kishan Mohan Girhotra   |                                            |
| 2017 | Fukrey Returns                  |                         | producent                                  |
| 2018 | Bharat Ane Nenu                 |                         | zanger                                     |
| 2018 | 3 Storeys                       |                         | producent                                  |
| 2018 | Gold                            |                         | producent                                  |
| 2018 | K.G.F: Chapter 1                |                         | distributeur Hindi versie                  |
| 2019 | Gully Boy                       |                         | producent                                  |
| 2019 | The Fakir of Venice             | Adi                     |                                            |
| 2019 | Sye Raa Narasimha Reddy         |                         | distributeur Hindi versie                  |
| 2019 | The Sky Is Pink                 | Niren Chaudhary         |                                            |
| 2021 | Hello Charlie                   |                         | producent                                  |
| 2021 | Toofaan                         | Aziz Ali                | producent, schrijver                       |
| 2022 | Sharmaji Namkeen                |                         | producent                                  |
| 2022 | K.G.F: Chapter 2                |                         | distributeur Hindi versie                  |
| 2023 | Friday Night Plan               |                         | producent                                  |
| 2023 | Fukrey 3                        |                         | producent                                  |
| 2023 | The Archies                     |                         | stem Ben Andrews                           |
| 2023 | Kho Gaye Hum Kahan              |                         | producent                                  |
| 2024 | Madgaon Express                 |                         | producent                                  |
| 2024 | Boong                           |                         | producent, Manipuri film                   |

## Discografie
| Jaar | Film                     | Nummers                  |
| ---- | ------------------------ | ------------------------ |
| 2008 | Rock On!!                |                          |
| 2008 | Rock On!!                | "Socha Hai"              |
| 2008 | Rock On!!                | "Pichle Saat Dinon Mein" |
| 2008 | Rock On!!                | "Rock On!!"              |
| 2008 | Rock On!!                | "Tum Ho Toh"             |
| 2008 | Rock On!!                | "Sinbad The Sailor"      |
| 2011 | Zindagi Na Milegi Dobara |                          |
| 2011 | Zindagi Na Milegi Dobara | "Señorita"               |
| 2011 | Zindagi Na Milegi Dobara | "Toh Zinda Ho Tum"       |
| 2014 | Shaadi Ke Side Effects   | "Yahaan Wahaan"          |
| 2014 | Shaadi Ke Side Effects   | "Bawla Sa Sapna"         |
| 2014 | Shaadi Ke Side Effects   | "Aahista Aahista"        |
| 2015 | Dil Dhadakne Do          | "Dil Dhadakne Do"        |
| 2015 | Dil Dhadakne Do          | "Gallan Goodiyan"        |
| 2016 | Wazir                    | "Atrangi yaari"          |
| 2016 | Rock On 2                | "Jaago"                  |
| 2016 | Rock On 2                | "You Know What I Mean"   |
| 2016 | Rock On 2                | "Manzar Naya"            |
| 2016 | Rock On 2                | "Woh Jahaan"             |
| 2018 | Bharat Ane Nenu          | "I Don't Know"           |
| 2019 | Echoes (album)           | "Rearview Mirror"        |
| 2019 | Echoes (album)           | "Seagull"                |
| 2019 | Echoes (album)           | "Solitary Childhood"     |
| 2019 | Echoes (album)           | "My Friend Who Was"      |
| 2019 | Echoes (album)           | "Why Couldn't It Be Me?" |
| 2019 | Echoes (album)           | "If Love Isn't Enough"   |
| 2019 | Echoes (album)           | "Pain Or Pleasure"       |
| 2019 | Echoes (album)           | "Bird On A Wire"         |
| 2019 | Echoes (album)           | "Be All You Can Be"      |
| 2019 | Echoes (album)           | "Let's Be Friends Again" |
| 2019 | Echoes (album)           | "Don't Say It's The End" |